# Białoborze (gromada)
Białoborze (od 31 XII 1961 Stopnica II) – dawna gromada, czyli najmniejsza jednostka podziału terytorialnego Polskiej Rzeczypospolitej Ludowej w latach 1954–1972.
Gromady, z gromadzkimi radami narodowymi (GRN) jako organami władzy najniższego stopnia na wsi, funkcjonowały od reformy reorganizującej administrację wiejską przeprowadzonej jesienią 1954 do momentu ich zniesienia z dniem 1 stycznia 1973, tym samym wypierając organizację gminną w latach 1954–1972.
Gromadę Białoborze z siedzibą GRN w Białoborzu utworzono – jako jedną z 8759 gromad na obszarze Polski – w powiecie buskim w woj. kieleckim, na mocy uchwały nr 13a/54 WRN w Kielcach z dnia 29 września 1954. W skład jednostki weszły obszary dotychczasowych gromad Białoborze, Klempie Dolne i Nowa Wieś oraz kolonia Falencin Stary z dotychczasowej gromady Falencin Nowy ze zniesionej gminy Wolica w tymże powiecie. Dla gromady ustalono 13 członków gromadzkiej rady narodowej.
31 grudnia 1959 do gromady Białoborze przyłączono wsie Falencin Nowy i Dziesławice oraz kolonię Dziesławice ze zniesionej gromady Jastrzębiec; wieś Klempie Górne oraz kolonie Klempie Nowe, Okrąglica i Stawek Okrąglica ze zniesionej gromady Kwasów; oraz wsie Szeglin, Mietel Stary i Kamodzienice oraz kolonie Mietel Stopnicki, Mietel Turski, Mietel Wójczański i Mietel Pacanowski z (nie zniesionej) gromady Stopnica. Tego samego dnia siedzibę gromady Białoborze przeniesiono z Białoborza do Stopnicy (w gromadzie Stopnica), zachowując jednak nazwę gromada Białoborze.
31 grudnia 1961 do gromady Białoborze przyłączono wieś Czyżów i kolonię Czyżów ze zniesionej gromady Pieczonogi, po czym gromadę Białoborze zniesiono przez przemianowanie na gromada Stopnica II. Przydawka "Druga" była konsekwencją wymogu odróżnienia jej od współistniejącej sąsiedniej gromady Stopnica (też z siedzibą GRN w Stopnicy), która z kolei w celu ujednoznacznienia przyjęła przydawkę "Pierwsza".